# ハイファイ新書
『ハイファイ新書』（ハイファイしんしょ）は、日本のバンド相対性理論の2枚目のアルバムである。2009年1月7日発売。発売元はみらいrecords。

## 概要
- 前作から8ヶ月ぶりとなるアルバム。

## 収録曲
1. テレ東(3:53)
作詞・作曲：真部脩一
2. 地獄先生(3:08)
作詞・作曲：真部脩一
3. ふしぎデカルト(3:32)
作詞・作曲：真部脩一
4. 四角革命(3:39)
作詞・作曲：真部脩一 　『ふつうの軽音部』(集英社) - 第72話の劇中曲として登場。[2]
5. 品川ナンバー(3:47)
作詞・作曲：真部脩一
6. 学級崩壊(3:00)
作詞：真部脩一、ティカ・α（やくしまるえつこ）・作曲：真部脩一
7. さわやか会社員(4:23)
作詞・作曲：真部脩一
8. ルネサンス(3:35)
作詞・作曲：真部脩一
9. バーモント・キッス(4:15)
作詞：真部脩一、ティカ・α・作曲：真部脩一